# NGC 5788
NGC 5788 (другие обозначения — MCG 9-24-49, ZWG 273.32, NPM1G +52.0224, PGC 53189) — галактика в созвездии Волопас.
Этот объект входит в число перечисленных в оригинальной редакции «Нового общего каталога».